# Gaststätte Hollweg
Koordinaten: 51° 5′ 28,4″ N, 7° 3′ 5,5″ O
Die Gaststätte Hollweg ist ein denkmalgeschütztes Gebäude im Leverkusener Stadtteil Pattscheid.

## Lage
Das Gebäude liegt im zu Bergisch Neukirchen gehörenden Ortsteil Pattscheid direkt an der Burscheider Straße 365/367.

## Geschichte und Architektur
Bei dem Gebäude handelt es sich um ein zweigeschossiges langgestrecktes Fachwerkhaus, dessen Ursprungsgebäude aus dem 18. Jahrhundert stammt. Erste Erweiterungen wurden in der ersten Hälfte des 19. Jahrhunderts in früher Ständerwandbauweise errichtet. Der entstandene Erweiterungstrakt enthält im Obergeschoss einen Tanzsaal mit bis heute erhaltener Musikerempore. Eine weitere Erweiterung folgte etwa in der Mitte des 19. Jahrhunderts mit einem Nebenzahl und einem Spezereienwarenladen. Das Fachwerk für diese Erweiterung besteht aus einer Mischform aus Ständer- und Stockwerksbauweise. Eine dritte rückwärtige Ergänzung wurde 1889 erbaut und umfasste neben einem weiteren Nebensaal auch den Bau einer Kegelbahn. 1939 wurden die Nebensäle und die Kegelbahn zu Wohnzwecken ausgebaut. Das Gebäude steht seit dem 2. Oktober 1989 unter Denkmalschutz und ist in der Liste der Baudenkmäler in Leverkusen eingetragen.
Genutzt wird der Bau als Gaststätte und befindet sich mindestens seit 1892 im Familienbesitz.